# Пол Мизраки
Пол Мизраки (на френски: Paul Misraki) е френски композитор и писател.

## Биография
Роден е на 28 януари 1908 година в Истанбул, Османска империя в семейството на сефарадски евреи, което емигрира във Франция, когато е на 9 години.
В продължение на повече от 60 години Мизраки пише музиката към 130 филма и работи с режисьори, като Жан Реноар, Клод Шаброл, Жак Бекер, Жан-Пиер Мелвил, Жан-Люк Годар, Анри-Жорж Клузо, Орсън Уелс, Луис Бунюел и Роже Вадим.
Мизраки умира на 90 години в Париж на 29 октомври 1998 г.

## Избрана филмография
| година | филм                   | оригинално заглавие    | режисьор      |
| ------ | ---------------------- | ---------------------- | ------------- |
| 1955   | Мистър Аркадин         | Mr. Arkadin            | Орсън Уелс    |
| 1956   | И бог създаде жената   | Et Dieu… créa la femme | Роже Вадим    |
| 1956   | Смъртта в тази градина | La mort en ce jardin   | Луис Бунюел   |
| 1958   | Клопката на Мегре      | Maigret tend un piège  | Жан Деланоа   |
| 1959   | Три наранени жени      | Faibles Femmes         | Мишел Боарон  |
| 1959   | Братовчедите           | Les Cousins            | Клод Шаброл   |
| 1959   | Пътят на младостта     | Le chemin des écoliers | Мишел Боарон  |
| 1959   | Мрежа от страсти       | À double tour          | Клод Шаброл   |
| 1965   | Алфавил                | Alphaville             | Жан-Люк Годар |